# Saint David (Grenada)
Saint David is een van de zes parishes van Grenada. Het is de enige parish die geen hoofdplaats heeft en wordt daarom soms ook The Virgin Parish (letterlijk: de maagdenparochie) genoemd.

## Overzicht
Saint David bevat de dorpen Westerhall, Perdmontemps, Bacolet, La Sagesse, Corinth, en Thebaide. In de jaren 1950 zijn de wijken Westerhall Point en Belle Isle bijgebouwd.
Het gebied was oorspronkelijk bewoond door inheemse Cariben. In het begin van de 18e eeuw vestigden de Fransen zich in het gebied en verdreven de inheemsen. Door de Fransen werd de parish Quartier du Megrin opgericht, en in 1725 werd St David’s Point gebouwd als hoofdplaats, maar de plaats is weer verlaten. Saint David is bekend om zijn stranden waaronder La Sagesse en Petite Bacaye. Het is de enige parish waar nog suikerriet wordt verbouwd.